# Нижні В’ялиці
Нижні В’ялиці (рос. Нижние Вялицы) — присілок в Перемишльському районі Калузької області Російської Федерації.
Населення становить 4 особи. Входить до складу муніципального утворення Село Іллінське.

## Історія
Від 2004 року входить до складу муніципального утворення Село Іллінське

## Населення
| 2002 | 2010 |
| ---- | ---- |
| 0    | ↗4   |